# Paul Falk (Eiskunstläufer)
Paul Falk (* 21. Dezember 1921 in Dortmund; † 20. Mai 2017 in Queidersbach) war ein deutscher Eiskunstläufer, der im Paarlauf startete.

## Karriere
Seine Partnerin war Ria Baran, während ihrer Karriere heirateten die beiden. Sie starteten für die Düsseldorfer EG und hatten weder einen Trainer noch einen Choreografen oder Sponsoren.
Ria Baran und Paul Falk verloren nie einen Wettbewerb. Bereits 1947 wurden sie deutsche Meister, diesen Titel verteidigten sie bis 1952. An internationalen Wettbewerben durften sie allerdings erst ab 1951 teilnehmen, da Deutschland davon nach dem Zweiten Weltkrieg zunächst weitgehend ausgeschlossen war. Sie wurden 1951 prompt Europameister in Zürich und Weltmeister in Mailand. Für diese Leistung erhielten die beiden am 24. Februar 1951 das Silberne Lorbeerblatt. 1952 verteidigten sie bei der Europameisterschaft in Wien und der Weltmeisterschaft in Paris beide Titel. Außerdem gewannen sie bei den Olympischen Spielen 1952 in Oslo die Goldmedaille. Sie erfanden die Lasso-Hebung und waren das erste Paar, das parallele Doppelsprünge in seiner Kür zeigte. Auch im Rollkunstlauf der Paare wurden Ria Baran und Paul Falk 1951 Weltmeister. Paul Falk wurde zusammen mit seiner Frau 1951 Sportler des Jahres in Deutschland. Nach ihrem Olympiasieg wechselten die Falks zu den Profis und gingen zu Holiday on Ice.
Von Beruf war Paul Falk Feinmechaniker. Nach dem Tod seiner Frau im Jahr 1986 heiratete Paul Falk erneut und wohnte bis zu seinem Tod im pfälzischen Queidersbach.

## Ergebnisse

### Paarlauf
(mit Ria Baran)
| Wettbewerb / Jahr        | 1947 | 1948 | 1949 | 1950 | 1951 | 1952 |
| ------------------------ | ---- | ---- | ---- | ---- | ---- | ---- |
| Olympische Winterspiele  |      |      |      |      |      | 1.   |
| Weltmeisterschaften      |      |      |      |      | 1.   | 1.   |
| Europameisterschaften    |      |      |      |      | 1.   | 1.   |
| Deutsche Meisterschaften | 1.   | 1.   | 1.   | 1.   | 1.   | 1.   |